# Alain Glavieux

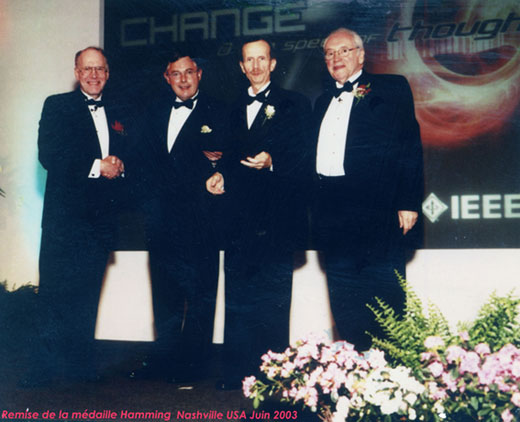
Glavieux (2. von rechts) beim Erhalt des Hamming-Preises

Alain Glavieux (* 4. Juli 1949 in Paris; † 25. September 2004) war ein französischer Informationstheoretiker. Er war Professor an der École nationale supérieure des télécommunications de Bretagne (ENST) in Brest und mit Claude Berrou und Punya Thitimajshima Erfinder der Turbocodes.
Glavieux studierte an der ENST (Diplom 1978), war dort Maitre de conferences und danach Professor. Er forschte dort zunächst über Unterwasser-Kommunikation und war Leiter der Abteilung Signale und Kommunikation.
Die Entwicklung der Turbocodes Ende der 1980er Jahre (bei der er eng mit Claude Berrou zusammenarbeitete) revolutionierte die fehlerkorrigierende Kodierung in der digitalen Informationsübertragung. Sie wurden vielfach zum Beispiel in Satellitenkommunikation und Mobilfunk eingesetzt.
2003 erhielt er die Richard-W.-Hamming-Medaille mit Claude Berrou, 2003 den Grand Prix France Telecom der Académie des sciences und 1998 den Golden Jubilee Award for Technological Innovation der IEEE Information Theory Society mit Claude Berrou und Punya Thitimajshima. Mit Berrou erhielt er den Stephen O. Rice Award für die beste Arbeit in den IEEE Transactions on Communication.

## Schriften
- mit Berrou, Thitimajshima: Near Shannon Limit error-correcting coding and decoding: Turbo-codes, Proceedings of IEEE International Communications Conference 1993
- mit Michel Joindot: Communications numeriques - Introduction, Elsevier Masson 1990
- Herausgeber: Codage de canal, des bases théoriques aux turbocodes, Hermes Science Publ. 2004
  - Englische Ausgabe: Channel Coding in Communication Networks, ISTE 2007 (mit Homage to Alain Glavieux von Gérard Battail)